# Ctenostola
Ctenostola là một chi bướm đêm thuộc họ Noctuidae.

## Các loài
- Ctenostola sparganoides (Bang-Haas, 1927)